# Филмографија Роберта де Нира
Роберт Де Ниро је амерички глумац, редитељ и продуцент. Његови рани филмови укључују Поздрави (1968), Венчање (1969), Крвава мама (1970), Здраво, мама (1970), Jennifer on My Mind (1971), The Gang That Couldn't Shoot Straight (1971) и Улице зла (1973). Године 1974. Де Ниро је добио улогу младог Вита Корлеонеа у филму Кум 2. Његов наступ у филму довео га је до освајања Оскара за најбољег глумца у споредној улози. После Другог дела Кума, глумио је у психолошкој драми Мартина Скорсезеа Таксиста (1976). У филму, Де Ниро је тумачио Трејвиса Бејкла, усамљеног, депресивног 26-годишњака који живи у изолацији у Њујорку. Освојио је награду Удружења филмских критичара Лос Анђелеса за најбољег глумца, Награду Националног друштва филмских критичара за најбољег глумца, Награду Њујоршког круга филмских критичара за најбољег глумца, и био је номинован за Оскара за најбољег глумца. Де Ниров „Ти говориш са мном?” дијалог је рангиран као број 10 на АФИ-јевом 100 година... 100 филмских цитата америчког филмског института. Године 1978. Де Ниро се појавио у ратној драми Мајкла Чимина Ловац на јелене, филму заснованом на трију радника у челичани чији су животи заувјек промјењени након борби у Вијетнамском рату. Де Ниро је номинован за Оскара за најбољег глумца. Послије Таксиста, Де Ниро је сарађивао са Скорсезеом на музичкој драми Њујорк, Њујорк (1977). Филм је био неуспјешан на благајнама, а његов разочаравајући пријем одвео је Скорсезеа у депресију и дрогу. Док је Скорсезе био на рехабилитацији, Де Ниро га је замолио да прочита Разјарени бик, књигу о боксеру Џејку Ламоти, коју је Скорсезе бацио и рекао да је „пуна срања”. Након што је скоро умро од предозирања дрогом, Скорсезе је пристао да сними филм. Разјарени бик (1980) је добио широко признање критике, а Де Ниро је добио Оскара за најбољег глумца, Златни глобус за најбољег глумца – филмска драма, и награду Националног одбора за рецензије за најбољег глумца. Након Разјареног бика, Де Ниро се појавио у неоноар True Confessions (1981), у којем је добио похвале за свој наступ. Године 1983. Де Ниро је добио улогу у сатиричној црној комедији Мартина Скорсезеа Краљ комедије, у којој се појавио као комичар који се бори са проблемима менталног здравља. Док је филм бомбардован на благајнама, критичари су га добро прихватили. Марк Кермод из The Guardian је написао: „Иако су сви ови филмови заиста сјајни, блиједе у поређењу са Скорсезеовим и Де Нировим најбољим – и најчешће занемареним – дјелом: Краљем комедије”. Сљедеће године, Де Ниро се појавио у епској крими драми, Било једном у Америци. У филму, Де Ниро глуми Дејвида „Нудлса” Аронсона, који се бори као дијете са улице у кварту Ловер Ист Сајд на Менхетну 1920-их година. Било једном у Америци била је финансијска катастрофа, зарадивши 5,3 милиона долара у буџету од 30 милиона долара.
Године 1990. Де Ниро је глумио у филму Буђења од Пени Маршал, заснованом на мемоарима Оливера Сакса из 1973. истог наслова, а за своју изведбу био је номинован за Оскара за најбољег глумца. Сљедеће године, Де Ниро се појавио у Скорсезеовом психолошком трилеру Рт страха као Макс Кејди, осуђени силоватељ. Био је номинован за Оскара за најбољег глумца за ову улогу. Године 2000. Де Ниро се појавио у комедији Њени родитељи, која је била комерцијално успјешна, а касније је поновио своју улогу у наставцима из 2004. и 2010. године. Године 2012. Де Ниро се појавио у филму Дејвида О. Расела У добру и у злу, за који је добио номинацију за Оскара за најбољег споредног глумца. Године 2019, Де Ниро је глумио у психолошком трилеру Тода Филипса Џокер, заснованом на ликовима из DC Comics-а, као водитељ ток шоуа Мареј Френклин. Филм је зарадио преко милијарду долара, што га чини првим филмом са оценом Р који је то учинио. После Џокера, Де Ниро је сарађивао са Мартином Скорсезеом на филму „Ирац“ (2019). У филму игра улогу Френка „Ирца” Ширана, возача камиона који постаје убица повезан са мафијашом Раселом Буфалином и његовом криминалном породицом. Критичари су навелико хвалили Де Нирову улогу у филму. Де Ниро је номинован за Оскара за најбољу споредну мушку улогу за улогу Вилијама Кинга Хејла у Скорсезеовом филму Убиства под цвјетним мјесецом (2023).

## Филм
| Означава филмове који још увек нису објављени | Означава филмове који још увек нису објављени |

| Година | Српски назив                 | Изворни назив                          | Функционише као | Функционише као | Функционише као                      | Редитељ                                | Напомене                   | Реф.    |
| Година | Српски назив                 | Изворни назив                          | Глумац          | Продуцент       | Улога                                | Редитељ                                | Напомене                   | Реф.    |
| ------ | ---------------------------- | -------------------------------------- | --------------- | --------------- | ------------------------------------ | -------------------------------------- | -------------------------- | ------- |
| 1965   | Три собе на Менхетну         | Three Rooms in Manhattan               | Некредитовано   | Не              | Гост у ресторану                     | Марсел Карне                           |                            | [ 43 ]  |
| 1968   | Млади вукови                 | The Young Wolves                       | Некредитовано   | Не              | Хипи Чез Попов                       | Марсел Карне                           |                            | [ 44 ]  |
| 1968   | Поздрави                     | Greetings                              | Да              | Не              | Џон Рубин                            | Брајан де Палма                        |                            | [ 45 ]  |
| 1969   | Вјенчање                     | The Wedding Party                      | Да              | Не              | Сесил                                | Брајан де Палма                        |                            | [ 46 ]  |
| 1969   | Семова пјесма                | Sam's Song                             | Да              | Не              | Сем                                  | Џордан Леондопулос                     |                            | [ 47 ]  |
| 1970   | Крвава мама                  | Bloody Mama                            | Да              | Не              | Лојд Баркер                          | Роџер Корман                           |                            | [ 48 ]  |
| 1970   | Здраво, мама                 | Hi, Mom!                               | Да              | Не              | Џон Рубин                            | Брајан де Палма                        |                            | [ 49 ]  |
| 1971   |                              | Jennifer on My Mind                    | Да              | Не              | Мардигиан                            | Нол Блак                               |                            | [ 50 ]  |
| 1971   | Рођени побједник             | Born to Win                            | Да              | Не              | Официр Дени                          | Иван Пасер                             |                            | [ 51 ]  |
| 1971   |                              | The Gang That Couldn't Shoot Straight  | Да              | Не              | Марио Трантино                       | Џејмс Голдстон                         |                            | [ 52 ]  |
| 1973   |                              | Bang the Drum Slowly                   | Да              | Не              | Брус Пирсон                          | Џон Д. Ханкок                          |                            | [ 53 ]  |
| 1973   | Улице зла                    | Mean Streets                           | Да              | Не              | Џон „Џони Бој” Чивело                | Мартин Скорсезе                        |                            | [ 54 ]  |
| 1974   | Кум 2                        | The Godfather Part II                  | Да              | Не              | Вито Корлеоне                        | Франсис Форд Копола                    |                            | [ 1 ]   |
| 1976   | Таксиста                     | Taxi Driver                            | Да              | Не              | Трејвис Бејкл                        | Мартин Скорсезе                        |                            | [ 3 ]   |
| 1976   | 1900                         | 1900                                   | Да              | Не              | Алфредо Берлињери                    | Бернардо Бертолучи                     |                            | [ 55 ]  |
| 1976   | Последњи тајкун              | The Last Tycoon                        | Да              | Не              | Monroe Stahr                         | Елија Казан                            |                            | [ 56 ]  |
| 1977   | Њујорк, Њујорк               | New York, New York                     | Да              | Не              | Џими Дојл                            | Мартин Скорсезе                        |                            | [ 57 ]  |
| 1978   | Ловац на јелене              | The Deer Hunter                        | Да              | Не              | Штабни наредник Мајкл „Мајк” Вронски | Мајкл Чимино                           |                            | [ 58 ]  |
| 1980   | Разјарени бик                | Raging Bull                            | Да              | Не              | Џејк Ламота                          | Мартин Скорсезе                        |                            | [ 59 ]  |
| 1981   |                              | True Confessions                       | Да              | Не              | Монсињор Десмонд „Дес” Спеласи       | Улу Гросбард                           |                            | [ 60 ]  |
| 1983   | Краљ комедије (филм из 1983) | The King of Comedy                     | Да              | Не              | Руперт Папкин                        | Мартин Скорсезе                        |                            | [ 61 ]  |
| 1984   | Било једном у Америци        | Once Upon a Time in America            | Да              | Не              | Дејвид „Нудлс” Аронсон               | Серђо Леоне                            |                            | [ 62 ]  |
| 1984   | Заљубљивање                  | Falling in Love                        | Да              | Не              | Френк Рафтис                         | Улу Гросбард                           |                            | [ 63 ]  |
| 1985   | Бразил                       | Brazil                                 | Да              | Не              | Арчибалд „Хари” Татл                 | Тери Гилијам                           |                            | [ 64 ]  |
| 1986   | Мисија                       | The Mission                            | Да              | Не              | Родриго Мендоза                      | Роланд Џофи                            |                            | [ 65 ]  |
| 1987   | Анђеоско срце                | Angel Heart                            | Да              | Не              | Луис Сајфер                          | Алан Паркер                            |                            | [ 66 ]  |
| 1987   | Несаломиви                   | The Untouchables                       | Да              | Не              | Ал Капоне                            | Брајан де Палма                        |                            | [ 67 ]  |
| 1988   | Поноћна трка                 | Midnight Run                           | Да              | Не              | Џек Волш                             | Мартин Брест                           |                            | [ 68 ]  |
| 1989   | Џекнајф                      | Jacknife                               | Да              | Не              | Џозеф „Џекнајф” Мегаси               | Дејвид Џонс                            |                            | [ 69 ]  |
| 1989   | Ми нисмо анђели              | We're No Angels                        | Да              | Да              | Нед                                  | Нил Џордан                             | Извршни продуцент          | [ 70 ]  |
| 1990   | Стенли и Ајрис               | Stanley & Iris                         | Да              | Не              | Стенли Еверет Кокс                   | Мартин Рит                             |                            | [ 71 ]  |
| 1990   | Добри момци                  | Goodfellas                             | Да              | Не              | Џими Конвеј                          | Мартин Скорсезе                        |                            | [ 72 ]  |
| 1990   | Буђења                       | Awakenings                             | Да              | Не              | Леонард Лоу                          | Пени Маршал                            |                            | [ 73 ]  |
| 1991   | Оптужен без доказа           | Guilty by Suspicion                    | Да              | Не              | Дејвид Мерил                         | Ирвин Винклер                          |                            | [ 74 ]  |
| 1991   | Повратни удар                | Backdraft                              | Да              | Не              | Доналд „Сенка” Римгејл               | Рон Хауард                             |                            | [ 75 ]  |
| 1991   | Рт страха                    | Cape Fear                              | Да              | Да              | Макс Кејди                           | Мартин Скорсезе                        |                            | [ 76 ]  |
| 1992   |                              | Mistress                               | Да              | Да              | Јуан M. Рајт                         | Бари Прајмус                           |                            | [ 77 ]  |
| 1992   |                              | Night and the City                     | Да              | Не              | Хери Фабиан                          | Ирвин Винклер                          |                            | [ 78 ]  |
| 1993   | Бесан пас и Глори            | Mad Dog and Glory                      | Да              | Не              | Вејн „Бијесан пас” Доби              | Џон Мекнотон                           |                            | [ 79 ]  |
| 1993   | Дечаков живот                | This Boy's Life                        | Да              | Не              | Двајт Хансен                         | Мајкл Кејтон-Џонс                      |                            | [ 80 ]  |
| 1993   | Прича из Бронкса             | A Bronx Tale                           | Да              | Да              | Лоренцо Анело                        | Себе                                   | Такође редитељ             | [ 81 ]  |
| 1994   | Франкенштајн                 | Mary Shelley's Frankenstein            | Да              | Да              | Створење                             | Кенет Брана                            | Придружени продуцент       | [ 82 ]  |
| 1995   | Казино                       | Casino                                 | Да              | Не              | Франк „Лефти” Розентал               | Мартин Скорсезе                        |                            | [ 83 ]  |
| 1995   | Врелина                      | Heat                                   | Да              | Не              | Нил Маколи                           | Мајкл Ман                              |                            | [ 84 ]  |
| 1995   | Сто и једна ноћ              | Les Cent et une nuits de Simon Cinéma  | Да              | Не              | Човек на крстарењу                   | Ањес Варда                             |                            | [ 85 ]  |
| 1996   | Обожавалац                   | The Fan                                | Да              | Не              | Гилберт „Гил” Ренард                 | Тони Скот                              |                            | [ 86 ]  |
| 1996   | Спавачи                      | Sleepers                               | Да              | Не              | отац Боби Карило                     | Бари Левинсон                          |                            | [ 87 ]  |
| 1996   | Марвинова соба               | Marvin's Room                          | Да              | Да              | др Вејли                             | Џери Закс                              |                            | [ 88 ]  |
| 1997   | Земља полицајаца             | Cop Land                               | Да              | Не              | Поручник Мо Тилден                   | Џејмс Менголд                          |                            | [ 89 ]  |
| 1997   | Џеки Браун                   | Jackie Brown                           | Да              | Не              | Луис Гара                            | Квентин Тарантино                      |                            | [ 90 ]  |
| 1997   | Ратом против истине          | Wag the Dog                            | Да              | Да              | Конрад Брин                          | Бари Левинсон                          |                            | [ 91 ]  |
| 1998   | Велика очекивања             | Great Expectations                     | Да              | Не              | Абел Мегвич                          | Алфонсо Куарон                         |                            | [ 92 ]  |
| 1998   | Ронин                        | Ronin                                  | Да              | Не              | Агент Сем Регазоли (ЦИА)             | Џон Франкенхајмер                      |                            | [ 93 ]  |
| 1999   | Мафијаш на терапији          | Analyze This                           | Да              | Не              | Пол Вити                             | Харолд Рејмис                          |                            | [ 94 ]  |
| 1999   | Неподношљиви пријатељи       | Flawless                               | Да              | Да              | Волт Кунц                            | Џоел Шумахер                           |                            | [ 95 ]  |
| 2000   |                              | The Adventures of Rocky and Bullwinkle | Да              | Да              | Неустрашиви вођа                     | Дез Макануф                            |                            | [ 96 ]  |
| 2000   | Људи од части                | Men of Honor                           | Да              | Не              | Лезли В. „Били” Сандеј               | Џорџ Тилман млађи                      |                            | [ 97 ]  |
| 2000   | Њени родитељи                | Meet the Parents                       | Да              | Да              | Џек Бернс                            | Џеј Роуч                               |                            | [ 98 ]  |
| 2001   | 15 минута славе              | 15 Minutes                             | Да              | Не              | Детектив Еди Флеминг                 | Џон Херцфелд                           |                            | [ 99 ]  |
| 2001   | Плен                         | The Score                              | Да              | Не              | Николај Велс                         | Френк Оз                               |                            | [ 100 ] |
| 2002   | Шоутајм                      | Showtime                               | Да              | Не              | Детектив Мич Престон                 | Том Деј                                |                            | [ 101 ] |
| 2002   | Град на обали                | City by the Sea                        | Да              | Не              | Винсент Ламарка                      | Мајкл Кејтон-Џонс                      |                            | [ 102 ] |
| 2002   | Мафијаш на терапији 2        | Analyze That                           | Да              | Не              | Пол Вити                             | Харолд Рејмис                          |                            | [ 103 ] |
| 2004   | Дар од Бога                  | Godsend                                | Да              | Не              | Др Ричард Велс                       | Ник Хам                                |                            | [ 104 ] |
| 2004   | Риба риби гризе реп          | Shark Tale                             | Да              | Не              | Дон Лино                             | Бибо Бергерон Вики Џенсон Роб Летерман | Гласовна улога             | [ 105 ] |
| 2004   | Упознајте Фокерове           | Meet the Fockers                       | Да              | Да              | Џек Бернс                            | Џеј Роуч                               |                            | [ 106 ] |
| 2004   | Мост судбине                 | The Bridge of San Luis Rey             | Да              | Не              | Дијего де Парада, надбискуп Лиме     | Мери Макгакиан                         |                            | [ 107 ] |
| 2005   | Жмурке                       | Hide and Seek                          | Да              | Не              | Дејвид Калавеј / Чарли               | Џон Полсон                             |                            | [ 108 ] |
| 2006   | Добри пастир                 | The Good Shepherd                      | Да              | Да              | Генерал Бил Саливан                  | Себе                                   | Такође редитељ и продуцент | [ 109 ] |
| 2006   | Артур и Минимоји             | Arthur and the Invisibles              | Да              | Не              | Краљ Сифрат XVI                      | Лик Бесон                              | Гласовна улога             | [ 110 ] |
| 2007   | Звездана прашина             | Stardust                               | Да              | Не              | Капетан Шекспир                      | Метју Вон                              |                            | [ 111 ] |
| 2008   | Правично убиство             | Righteous Kill                         | Да              | Не              | Детектив Том Кауан                   | Џон Авнет                              |                            | [ 112 ] |
| 2008   | Пикантне холивудске приче    | What Just Happened                     | Да              | Да              | Бен                                  | Бари Левинсон                          |                            | [ 113 ] |
| 2009   | Сви су добро                 | Everybody's Fine                       | Да              | Не              | Френк Гуд                            | Кирк Џоунс                             |                            | [ 114 ] |
| 2010   |                              | Machete                                | Да              | Не              | Сенатор Џон МакЛоклин                | Итан Маникис Роберт Родригез           |                            | [ 115 ] |
| 2010   |                              | Stone                                  | Да              | Не              | Џек Мабри                            | Џон Каран                              |                            | [ 116 ] |
| 2010   | Упознајте мале Фокерове      | Little Fockers                         | Да              | Да              | Џек Бернс                            | Пол Вајц                               |                            | [ 117 ] |
| 2011   | Године љубави                | The Ages of Love                       | Да              | Не              | Адријан                              | Ђовани Веронези                        |                            | [ 118 ] |
| 2011   | Елита убица                  | Killer Elite                           | Да              | Не              | Хантер                               | Гари Макендри                          |                            | [ 119 ] |
| 2011   | Безгранично                  | Limitless                              | Да              | Не              | Карлос „Карл” Лун                    | Нил Бeргер                             |                            | [ 120 ] |
| 2011   | Нова година у Њујорку        | New Year's Eve                         | Да              | Не              | Стен Харис                           | Гари Маршал                            |                            | [ 121 ] |
| 2012   | Бити Флин                    | Being Flynn                            | Да              | Не              | Џонатан Флин                         | Пол Вајц                               |                            | [ 122 ] |
| 2012   | Црвена светла                | Red Lights                             | Да              | Не              | Сајмон Силвер                        | Родриго Кортез                         |                            | [ 123 ] |
| 2012   |                              | Freelancers                            | Да              | Не              | Sarcone                              | Џеси Тореро                            |                            | [ 124 ] |
| 2012   | У добру и у злу              | Silver Linings Playbook                | Да              | Не              | Патрицио „Пет” Солтано старији       | Дејвид О. Расел                        |                            | [ 125 ] |
| 2013   | Венчање године               | The Big Wedding                        | Да              | Не              | Дон Грифин                           | Џастин Закам                           |                            | [ 126 ] |
| 2013   | Сезона убијања               | Killing Season                         | Да              | Не              | Пуковник Бен Форд                    | Марк Стивен Џонсон                     |                            | [ 127 ] |
| 2013   | Малавита                     | The Family                             | Да              | Не              | Џовани Манцони / Фред Блејк          | Лик Бесон                              |                            | [ 128 ] |
| 2013   | Последњи Вегас               | Last Vegas                             | Да              | Не              | Патрик „Пади” Конорс                 | Џон Туртлтауб                          |                            | [ 129 ] |
| 2013   | Америчка превара             | American Hustle                        | Некредитовано   | Не              | Виктор Телеђо                        | Дејвид О. Расел                        |                            | [ 130 ] |
| 2013   | Повратак у ринг              | Grudge Match                           | Да              | Не              | Били Макдонен                        | Питер Сегал                            |                            | [ 131 ] |
| 2014   |                              | The Bag Man                            | Да              | Не              | Драгна                               | Дејвид Гровиц                          |                            | [ 132 ] |
| 2015   | Млађи референт               | The Intern                             | Да              | Не              | Бен Витакер                          | Ненси Мајерс                           |                            | [ 133 ] |
| 2015   | Пљачка                       | Heist                                  | Да              | Не              | Френк Силва                          | Скот Ман                               |                            | [ 134 ] |
| 2015   | Џој (филм)                   | Joy                                    | Да              | Не              | Руди Мангано                         | Дејвид О. Расел                        |                            | [ 135 ] |
| 2016   | Декица пуштен са ланца       | Dirty Grandpa                          | Да              | Не              | Ричард „Дик” Кели                    | Ден Мејзер                             |                            | [ 136 ] |
| 2016   | Руке од камена               | Hands of Stone                         | Да              | Не              | Реј Арсел                            | Џонатан Јакубович                      |                            | [ 137 ] |
| 2016   |                              | The Comedian                           | Да              | Не              | Јаков Берковиц / Џеки Берк           | Тејлор Хакфорд                         |                            | [ 138 ] |
| 2019   | Џокер                        | Joker                                  | Да              | Не              | Мари Френклин                        | Тод Филипс                             |                            | [ 139 ] |
| 2019   | Ирац                         | The Irishman                           | Да              | Да              | Френк „Ирац” Ширан                   | Мартин Скорсезе                        |                            | [ 140 ] |
| 2020   | Рат с деком                  | The War with Grandpa                   | Да              | Не              | Ед Марино                            | Тим Хил                                |                            | [ 141 ] |
| 2020   |                              | The Comeback Trail                     | Да              | Не              | Макс Барбер                          | Џорџ Гало                              |                            | [ 142 ] |
| 2022   | Амстердам                    | Amsterdam                              | Да              | Не              | Гил Диленбек                         | Дејвид О. Расел                        |                            | [ 143 ] |
| 2022   | Дивље спасење                | Savage Salvation                       | Да              | Не              | Шериф Мајкл Чурч                     | Рандал Емет                            |                            | [ 144 ] |
| 2023   | Убиства под цветним месецом  | Killers of the Flower Moon             | Да              | Не              | Вилијам Хејл                         | Мартин Скорсезе                        |                            |         |
| 2023   | Празници на италијански      | About My Father                        | Да              | Не              | Салво Манискалко                     | Лаура Терусо                           |                            |         |
| 2023   | Езра                         | Ezra                                   | Да              | Не              | Стен                                 | Тони Голдвин                           |                            | [ 145 ] |
| 2025   |                              | The Alto Knights                       | Да              | Не              | Вито Ђеновезе Френк Костело          | Бари Левинсон                          | Пост-продукција            |         |
| TBA    |                              | Tin Soldier                            | Да              | Не              | Ешбурн                               | Бред Фурман                            | Пост-продукција            |         |

## Документарни и кратки филмови
| Година | Наслов                                        | Улога                    | Редитељ                                  | Напомене                          | Реф..   |
| ------ | --------------------------------------------- | ------------------------ | ---------------------------------------- | --------------------------------- | ------- |
| 1965   | Encounter                                     | Нећак                    | Норман С. Чејтин                         | Кратки филм                       | [ 146 ] |
| 1987   | Dear America: Letters Home from Vietnam       | Грејт Сјувер             | Бил Котури                               | Гласовна улога; Документарни филм | [ 147 ] |
| 1998   | Lenny Bruce: Swear to Tell the Truth          | Наратор                  | Роберт Б. Вајд                           | Документарни филм                 | [ 148 ] |
| 2002   | 9/11                                          | себе (домаћин)           | Гедеон Нуџет / Џулс Нуџет / Џејмс Ханлон | Документарни филм                 | [ 149 ] |
| 2003   | Hans Hofmann: Artist/Teacher, Teacher/Artist  | Наратор                  | Н/Д                                      | Документарни филм                 | [ 150 ] |
| 2011   | Corman's World: Exploits of a Hollywood Rebel |                          | Алекс Стејпелтон                         | Документарни филм                 | [ 151 ] |
| 2014   | The Man Who Saved the World                   | Питер Ентони             | [ 152 ]                                  | Документарни филм                 |         |
| 2014   | Remembering the Artist: Robert De Niro, Sr.   | Гита Гандбир / Пери Пелц | Документарни кратки филм                 | [ 153 ]                           |         |
| 2015   | The Audition                                  | Мартин Скорсезе          | Кратки филм                              | [ 154 ]                           |         |
| 2015   | Ellis                                         | Неименован               | Кратки филм                              | JR                                | [ 155 ] |
| 2020   | Father of the Bride, Part 3(ish)              | Џејмс                    | Кратки филм                              | Ненси Мејерс                      | [ 156 ] |

## Само као продуцент
| Година | Наслов                 | Напомене                             | Реф..   |
| ------ | ---------------------- | ------------------------------------ | ------- |
| 1992   | Срце грома             | Продуцент                            | [ 157 ] |
| 1993   | The Night We Never Met | Продуцент - некредитовано            |         |
| 1995   | Panther                | Продуцент - некредитовано            | [ 158 ] |
| 1996   | Faithful               | Продуцент                            | [ 159 ] |
| 1998   | Сведок мафије          | Извршни продуцент, телевизијски филм |         |
| 1999   | Entropy                | Продуцент                            | [ 160 ] |
| 2000   | Holiday Heart          | Извршни продуцент, телевизијски филм |         |
| 2001   | Prison Song            | Продуцент                            | [ 161 ] |
| 2002   | Све о дјечаку          | Продуцент                            | [ 162 ] |
| 2004   | Stage Beauty           | Продуцент                            | [ 163 ] |
| 2005   | Рент                   | Продуцент                            | [ 164 ] |
| 2009   | Public Enemies         | Извршни продуцент                    | [ 165 ] |
| 2012   | NYC 22                 | Извршни продуцент                    | [ 166 ] |
| 2014   | About a Boy            | Извршни продуцент                    | [ 167 ] |
| 2015   | For Justice            | Извршни продуцент, телевизијски филм |         |
| 2018   | Quincy                 | Продуцент                            |         |
| 2019   | When They See Us       | Извршни продуцент                    |         |

## Телевизија
| Година    | Наслов                                     | Улога          | Напомене                                        | Реф.    |
| --------- | ------------------------------------------ | -------------- | ----------------------------------------------- | ------- |
| 2001      | Улица Сезам                                | себе           | Епизода: "Ураган, 3. дио"                       |         |
| 2002–2010 | Уживо суботом увече                        | себе (домаћин) | 3 епизоде                                       | [ 168 ] |
| 2006      | Статисти                                   | себе           | Епизода: "Џонатан Рос"                          | [ 169 ] |
| 2011      | Телевизијска посла                         | себе           | Епизода: "Operation Righteous Cowboy Lightning" | [ 170 ] |
| 2015      | Уживо суботом увече 40. годишњица специјал | себе           | Телевизијски специјал                           | [ 171 ] |
| 2017      | Чаробњак лажи                              | Берни Мадоф    | Телевизијски филм; такође извршни продуцент     | [ 172 ] |
| 2017      | One Night Only: Alec Baldwin               | себе           | Телевизијски специјал                           | [ 173 ] |
| 2023      | Nada                                       | Винсент Рариси | 5 епизода                                       | [ 174 ] |
| 2025      | Уживо суботом увече 50. годишњица специјал | себе           | Телевизијски специјал                           | [ 175 ] |
| 2025      | Нулти дан                                  | Џорџ Мален     | Минисерија; такође извршни продуцент            | [ 176 ] |

## Позориште
| Година | Наслов                  | Улога | Позориште        | Реф..   |
| ------ | ----------------------- | ----- | ---------------- | ------- |
| 1986   | Cuba and His Teddy Bear | Куба  | Longacre Theatre | [ 177 ] |